# 미힐 더 라위터르
미힐 아드리안손 더 라위터르(네덜란드어: Michiel Adriaenszoon de Ruyter, 1607년 3월 24일 플리싱언 ~ 1676년 4월 29일 시칠리아 시라쿠사 인근)는 네덜란드의 장군이다.

## 생애
플리싱언에서 맥주 운반인의 아들로 태어났으며 11세부터 선원으로 근무했다. 1637년에 선장으로 임명된 뒤부터 해적 감시 임무를 수행했다. 포르투갈 독립 전쟁이 진행 중이던 1641년에는 네덜란드 해군 소장 신분으로 참전하여 포르투갈 해군을 지원했다. 1642년부터 1652년까지 모로코, 서인도 제도에서 활동하던 네덜란드의 해상 무역선의 선장을 역임했다.
제1차 영국-네덜란드 전쟁이 진행 중이던 1652년부터 1654년까지 네덜란드 해군에 복귀했다. 마르턴 트롬프(Maarten Tromp)가 지휘하던 네덜란드 해군은 잉글랜드 해군과의 해전에서 큰 공훈을 세웠으며 특히 1653년 7월 31일에 일어난 스헤베닝언(Scheveningen) 해전에서는 전략적 승리를 기록했다. 1653년 마르턴 트롬프가 전사한 이후에는 네덜란드 해군 중장으로 임명되었다.
1667년 6월에는 잉글랜드 채텀 인근에서 일어난 메드웨이(Medway) 기습을 통해 템스강의 하구(河口)를 봉쇄했다. 이를 계기로 잉글랜드와 네덜란드는 브레다에서 평화 조약을 체결하게 된다.
프랑스-네덜란드 전쟁이 진행 중이던 1672년 5월 28일에 일어난 솔베이(Solebay) 해전, 1673년 8월 21일에 일어난 텍설(Texel) 해전에서는 잉글랜드-프랑스 연합 해군을 연달아 물리치면서 잉글랜드 군대의 네덜란드 침공을 저지했다. 1676년 4월 29일 지중해에 위치한 시칠리아의 아우구스타(Augusta)에서 일어난 해전에서 네덜란드-스페인 연합 해군 진영에 참전하여 전투를 벌이던 도중에 프랑스 해군의 공격을 받고 전사했다.